# Cantó de Maisons-Laffitte
El cantó de Maisons-Laffitte és un antic cantó francès del departament d'Yvelines, que estava situat al districte de Saint-Germain-en-Laye. Comptava amb 2 municipis i el cap era Maisons-Laffitte.
Al 2015 va desaparèixer i el seu territori va passar a formar part del cantó de Sartrouville.

## Municipis
- Maisons-Laffitte
- Le Mesnil-le-Roi

## Història
| Data d'elecció                           | Identitat          | Partit                                 | Qualitat |
| ---------------------------------------- | ------------------ | -------------------------------------- | -------- |
| 1945-1951                                | Michel Vandel      | PCF                                    |          |
| 1951-1964                                | Michel Jamot       | UNR                                    |          |
| 1964-1967                                | Auguste Chrétienne | PCF                                    |          |
| 1967-1970                                | Michel Jamot       | UDR                                    |          |
| 1970-1988                                | Pierre Duprès      | radical, després UDF                   |          |
| 1988-1994                                | Jacques Myard      | RPR                                    |          |
| 1993-                                    | Joël Desjardins    | DL, després UMP, després divers droite |          |
| les dades anteriors no són pas conegudes |                    |                                        |          |
|                                          |                    |                                        |          |